# 페어반츠리가
페어반츠리가(독일어: Verbandsliga)는 보통 독일 축구 리그 시스템에서 6부 리그이며, 독일의 주 지역과 해당 지역 중 일부를 포함한다.
리그 시스템에서 4부 리그인 레기오날리가의 하부 리그부터는 독일 축구 협회(Deutscher Fußball-Bund)의 21개 회원 단체들에 의해 개별적으로 조직되기 때문에 조는 주마다 다르다. 따라서 페어반츠리가는 모든 독일 지역에 존재하지 않는다. 노르트라인베스트팔렌주, 작센주, 튀링겐주, 함부르크 주, 니더작센주, 브레멘주와 바이에른주는 6부 리그를 란데스리가라는 명칭으로 부르는데, 다른 지역에서는 란데스리가가 7부 리그로 운영되고 있다. 노르트라인베스트팔렌 주, 라인란트팔츠주와 바덴뷔르템베르크주는 각각 자체 리그를 운영하는 2~3개의 협회로 나뉜다. 또한 헤센주, 베스트팔렌, 슐레스비히홀슈타인주와 같은 일부 지역에서는 두 개 이상의 페어반츠리가 그룹이 병행되어 운영되고 있다.
최근 몇 년간 많은 리그가 '페어반츠'라는 명칭을 제외시켰고 그 대신에 지역이나 주 출신으로 부르기를 선호했다. 페어반츠리가 베를린이 베를린 리가로, 페어반츠리가 브란덴부르크가 브란덴부르크 리가로, 페어반츠리가 베스트팔렌이 리가 베스트팔렌으로, 페어반츠리가 라인란트가 라인란트리가로 명칭을 변경해왔다. 한편 페어반츠리가 미텔라인이 미텔라인리가로, 페어반츠리가 니더라인이 니더라인리가로 명칭을 변경했고 2012년 이후 모두 오버리가로 승격되었다.

## 페어반츠리가
| 리그                                                                  | 등급 | 승격 리그                   | 강등 리그 | 설립연도 |
| --------------------------------------------------------------------- | ---- | --------------------------- | --- | -------- |
| 페어반츠리가 헤센-노르트                                              | 6    | 헤센리가                    | 그루펜리가 풀다 그루펜리가 카셀 1 그루펜리가 카셀 2                                                                        | 1964년   |
| 페어반츠리가 헤센-미테                                                | 6    | 헤센리가                    | 그루펜리가 비스바덴 그루펜리가 기센/마르부르크                                                                             | 1964년   |
| 페어반츠리가 헤센-쥐트                                                | 6    | 헤센리가                    | 그루펜리가 다름슈타트 그루펜리가 프랑크푸르트-베스트 그루펜리가 프랑크푸르트-오스트                                        | 1964년   |
| 페어반츠리가 자를란트 노르트오스트 페어반츠리가 자를란트 쥐트베스트 1 | 7    | 자를란트리가                | 란데스리가 자를란트-노르트/오스트 란데스리가 자를란트-쥐트/베스트                                                          | 1978년   |
| 라인란트리가                                                          | 6    | 오버리가 라인란트리가/자르  | 베지르크스리가 라인란트-오스트 베지르크스리가 라인란트-미테 베지르크스리가 라인란트-베스트                                 | 1978년   |
| 페어반츠리가 쥐트베스트                                               | 6    | 오버리가 라인란트리가/자르  | 란데스리가 쥐트베스트-오스트 란데스리가 쥐트베스트-베스트                                                                  | 1978년   |
| 페어반츠리가 노르트바덴                                               | 6    | 오버리가 바덴뷔르템베르크   | 란데스리가 미텔바덴 란데스리가 오덴발트 란데스리가 라인/네카르                                                             | 1978년   |
| 페어반츠리가 쥐트바덴                                                 | 6    | 오버리가 바덴뷔르템베르크   | 란데스리가 쥐트바덴 1 란데스리가 쥐트바덴 2 란데스리가 쥐트바덴 3                                                          | 1978년   |
| 페어반츠리가 뷔르템베르크                                             | 6    | 오버리가 바덴뷔르템베르크   | 란데스리가 뷔르템베르크 1 란데스리가 뷔르템베르크 2 란데스리가 뷔르템베르크 3 란데스리가 뷔르템베르크 4                    | 1978년   |
| 베스트팔렌리가 1 노르트오스트 베스트팔렌리가 2 쥐트베스트2            | 6    | 오버리가 베스트팔렌         | 란데스리가 베스트팔렌 1 오스트 란데스리가 베스트팔렌 2 쥐트 란데스리가 베스트팔렌 3 베스트 란데스리가 베스트팔렌 4 노르트  | 1956년   |
| 베를린-리가                                                           | 6    | NOFV-오버리가 노르트        | 란데스리가 베를린 1 란데스리가 베를린 2                                                                                    | 1992년   |
| 브란덴부르크-리가                                                     | 6    | NOFV-오버리가 노르트        | 란데스리가 브란덴부르크-노르트 란데스리가 브란덴부르크-쥐트                                                                | 1990년   |
| 페어반츠리가 메클렌부르크포어포메른                                   | 6    | NOFV-오버리가 노르트        | 란데스리가 메클렌부르크포어포메른-노르트 란데스리가 메클렌부르크포어포메른-오스트 란데스리가 메클렌부르크포어포메른-베스트 | 1991년   |
| 페어반츠리가 작센안할트                                               | 6    | NOFV-오버리가 쥐트          | 란데스리가 작센안할트-노르트 란데스리가 작센안할트-쥐트                                                                    | 1990년   |
| 페어반츠리가 슐레스비히홀슈타인-노르트-오스트3                        | 6    | 오버리가 슐레스비히홀슈타인 | 크레이스리가 킬 크레이스리가 킬 플뢴 크레이스리가 렌츠부르크-에케른푀르데 1                                                | 2008년   |
| 페어반츠리가 슐레스비히홀슈타인-노르트-베스트                         | 6    | 오버리가 슐레스비히홀슈타인 | 크레이스리가 플렌스부르크 크레이스리가 노르트프리슬란트 크레이스리가 슐레스비히                                            | 2008년   |
| 페어반츠리가 슐레스비히홀슈타인-쥐트-오스트                           | 6    | 오버리가 슐레스비히홀슈타인 | 크레이스리가 뤼베크 크레이스리가 라우엔부르크 크레이스리가 오스트홀슈타인 크레이스리가 스토마른                            | 2008년   |
| 페어반츠리가 슐레스비히홀슈타인-쥐트-베스트                           | 6    | 오버리가 슐레스비히홀슈타인 | 크레이스리가 노어뮌스터 크레이스리가 제게베르크 크레이스리가 베스트                                                        | 2008년   |

- 페어반츠리가의 일부는 이전부터 다른 명칭으로 운영되어 왔으며 설립연도는 페어반츠리가로 명칭을 변경한 시점이다.
- 1 페어반츠리가 자를란트는 2009년 자를란트리가가 새롭게 6부 리그로 등장한 이후 7부 리그의 지위로 강등되었다.
- 2 베스트팔렌리가는 팀이 2년마다 지리적 요구에 의해 재배정되는 두 개의 병렬적인 그룹으로 운영되고 있다. 란데스리가의 네 그룹은 지리적 요구에 따라 베스트팔렌리가의 어느 쪽이든 공급할 수 있다.
- 3 페어반츠리가 슐레스비히홀슈타인은 2017년 이후부터 새롭게 설립된 란데스리가 슐레스비히홀슈타인으로 인해 7부 리그로 등급이 변경된다.[1]